# Distrito de Porbandar
Porbandar (en guyaratí; પોરબંદર જિલ્લો ) es un distrito de India en el estado de Guyarat . Código ISO: IN.GJ.PO.
Comprende una superficie de 2 297 km².
El centro administrativo es la ciudad de Porbandar.

## Demografía
Según censo 2011 contaba con una población total de 586 062 habitantes.